# Herófilo
Herófilo (Calcedônia, 335 a.C. — 280 a.C.) - em grego Herophilos - foi um médico grego, nascido em Chalkedon (Calcedônia), na Ásia Menor. É conhecido como o primeiro anatomista da história. Junto com Erasístrato fundou a famosa Escola de Medicina de Alexandria. Foi um dos primeiros a basear suas conclusões na dissecação de cadáveres. Estudou o cérebro, reconhecendo tal órgão como o centro do sistema nervoso e da inteligência. Dissecou e descreveu sete pares de nervos cranianos. Também distinguiu nervos de vasos sanguíneos e os nervos motores dos sensitivos. Outros objetos de estudo foram os olhos, fígado, pâncreas, as glândulas salivares, e o trato alimentar, assim como os órgãos genitais. Foi também um estudioso de Hipócrates e escreveu um tratado sobre o método hipocrático.
Seus trabalhos perderam-se, mas Galeno citava-o muito, no segundo século d.C. 
Acredita-se que Herófilo tenha sido um dos fundadores do Método Científico. Ele introduziu o método experimental na medicina e considerava-o essencial para o conhecimento. Por isso, foi criticado por Galeno, para quem o método experimental contrariava o raciocínio. 
Herófilo também introduziu muitos dos termos científicos usados até hoje para descrever fenômenos anatômicos. Foi o primeiro a utilizar terminologia convencional, em vez de "nomes naturais", utilizando termos que criou para descrever seus objetos de estudo, nomeando-os pela primeira vez, por exemplo denominou o primeiro troço do intestino delgado Duodeno por medir doze dedos.